# اوله سینوهوب
اوله سینوهوب (اوکراینی: Олег Анатолійович Синьогуб؛ زادهٔ ۱۹ آوریل ۱۹۸۹) بازیکن فوتبال اهل اوکراین است.